# Вале ди Казиес
Ва̀ле ди Казѝес (на италиански: Valle di Casies; на немски: Gsies, Гзиез) е община в Северна Италия, автономна провинция Южен Тирол, автономен регион Трентино-Южен Тирол. Разположено е на 1305 m надморска височина. Населението на общината е 2261 души (към 2010 г.).
Административен център на общината е село Сан Мартино (на италиански: San Martino; на немски: Sankt Martin, Санкт Мартин).

## Език
Официални общински езици са и италианският и немският. Най-голямата част от населението говори немски. В общината се говори и други романски език, ладинският.
| %     | Роден език      |
| 1,62  | Италиански език |
| 98,29 | Немски език     |
| 0,09  | Ладински език   |